# 34th Infantry Division (Vereinigte Staaten)

Der Rote Stier im Schulterabzeichen der 34. Infanteriedivision.

Die 34th Infantry Division (deutsch 34. US-Infanteriedivision, Spitzname: Red Bull-Division) ist ein Großverband der Army National Guard der Vereinigten Staaten mit Hauptquartier in Rosemount, Minnesota. Sie besteht größtenteils aus Einheiten der Nationalgarde von Minnesota und der Nationalgarde von Iowa. Die Division kämpfte zuletzt im Krieg gegen den Terror im Irakkrieg und im Krieg in Afghanistan.

## Geschichte

### Erster Weltkrieg
Die 34. Division wurde im Oktober 1917 aus Einheiten der Nationalgarde von Iowa, Minnesota, Nebraska, Nord- und Süd-Dakota aufgestellt. Zwischen 16. September und 24. Oktober 1918 erfolgte die Überführung der Truppenteile nach Europa. Wegen des vorzeitigen Ende des Krieges kam es für die Division unter Generalmajor Beaumont B. Buck an der Westfront zu keinen Kampfeinsätzen mehr.

### Zweiter Weltkrieg

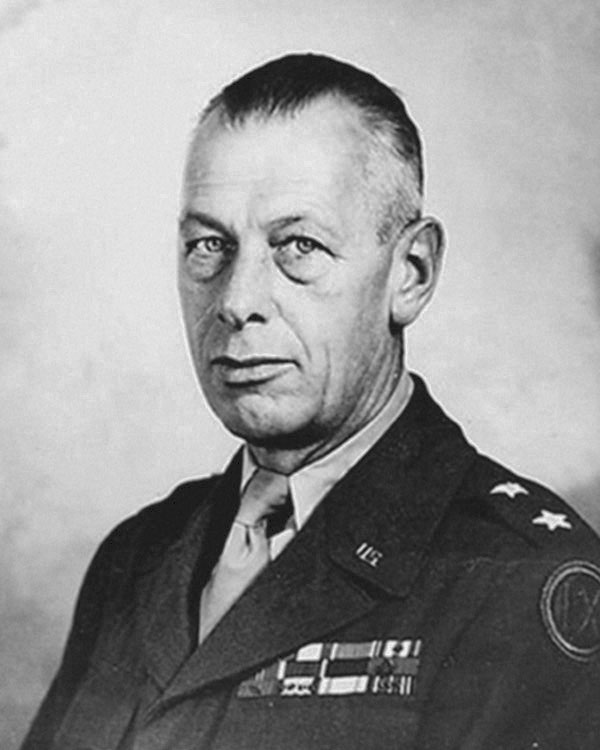
Major General Charles Wolcott Ryder

Der Verband war die erste US-Division, die im Mai 1942 während des Zweiten Weltkrieges nach Europa verlegt wurde. Nach dem Training in Nordirland wurde sie am 8. November 1942 im Zuge der Operation Torch bei der Operation Terminal (Landung in Algier) eingesetzt. Nach dem Vormarsch an der afrikanischen Nordküste kam es im Mai 1943 am Tebourba-Pass zu ernsten Kämpfen.
Im September 1943 landeten Teile der Division im Rahmen der 5. US-Armee bei Salerno auf dem italienischen Festland. Am 17. Januar 1944 begann die erste Schlacht von Monte Cassino. Im Hauptangriffsfeld setzte Generalleutnant Clark das II. US-Korps unter Generalmajor Geoffrey Keyes an: Links hatte die 36. US-Division den Zugang im Lirital zu erzwingen, rechts wurde die 34. Division unter Generalmajor Charles W. Ryder zur nördlichen Umfassung des Cassinoberges über den Monte Castellone und den Monte Maiola angesetzt. Am 25. Januar versuchte die 34. US-Division im neuerlichen Angriff am Rocca Janula durchzubrechen. Am 28. Januar musste die deutsche 44. Grenadier-Division durch die am Garigliano freigemachte 90. Panzer-Grenadier-Division abgelöst werden, welche die Abwehr von Cassino bis zum Secco Tal übernahm. Die Amerikaner zogen sich nach ihrer tagelang anhaltenden Daueroffensive zurück und wurden ab 12. Februar durch das II. neuseeländische Korps abgelöst.
Aus den Reihen der Red Bulls wurde im Zweiten Weltkrieg das 1. Ranger Battalion gebildet. Sie verbrachte unter allen Divisionen der US Army in Europa die meisten Tage im Kampf. Das Motto der Division lautet Attack, Attack, Attack!

## Kommandeure
- Generalmajor A. P. Blocksom (25. August – 18. September 1917)
- Brigade-General F. G. Mauldin (18. September – 10. Dezember 1917)
- Generalmajor A. P. Blocksom (10. Dezember 1917 – 7. Mai 1918)
- Brigade-General F.G. Mauldin (8. Mai – 4. Juli 1918)
- Brigade-General John A. Johnston (4. Juli – 28. September 1918)
- Generalmajor William. R. Smith (28. September – 10. Oktober 1918)
- Generalmajor Beaumont B. Buck (17. Oktober 1917 – 7. November 1918)
- Brigade-General John A. Johnson (7. – 11. November 1918)

- Generalmajor Ellard A. Walsh (Februar–August 1941)
- Generalmajor Russell P. Hartle (August 1941 – Mai 1942)
- Generalmajor Charles W. Ryder (Mai 1942 – Juli 1944)
- Generalmajor Charles L. Bolte (Juli 1944 – Mai 1945)
- Letzter Kommandeur ist Major General David Elicerio

## Auszeichnungen
- Ein Abschnitt des U.S. Highway 34 in Iowa ist der Division gewidmet.